# 史黛西·波特
史黛西·波特（英語：Stacey Porter，1982年3月29日—）是一名出生於澳大利亞新南威爾士州的壘球選手，司職三壘手，目前效力於日本壘球聯盟SG控股。她曾隨隊參加2004年夏季奧林匹克運動會，結果獲得銀牌。

## 獎項
- 日本女子壘球聯盟全壘打王：1回（2014年）
- 日本女子壘球聯盟最佳九人：4回（一壘手部門：2009年、2016年、2018年；三壘手部門：2012年）